# Дерби Јувентус - Наполи
Фудбалски мечеви између Јувентуса и Наполија у Италији представљају више од игре, специфично ривалство у Серији А, у коме се не огледа смо спортско надметање и трка за бодовима, већ и друштвено-социолошки феномени. Наиме, Јувентус је један од најмоћнијих клубова на северу Италије, док је Наполи еминентни представник јужног дела Апенинског полуострва. 
Свакако овај италијански дерби је најжешћи и најемотивнији у коме се показује невиђена еуфорија услед победе вољеног клуба. Заправо, мечеви Јувентуса и Наполија у популарном Качлу су укорењени у социјалним, економским и културним разликама између јужне и северне Италије.
Страст на оваквим утакмицама често излази из оквира нормалног понашања, те долази и до масовних физичких сукоба тј. туча између навијача ова два клуба. Управо је то разлог зашто италијанска полиција често забрањује долазак гостујућих навијача, јер ови мечеви носе са разлогом епитет високог ризика.
У сваком случају италијански дерби представља и посластицу за спортске сладокусце јер је могуће видети и сву маштовитост и луцидност играча на терену.
По неком неписаном правилу, управо овакве утакмице и одлучују о наслову шампиона државе.

## Спортски аспект
- Марадона и Платини на дербију
- Јувентус је историјски најуспешнији клуб у Италији, са десетинама титула и огромном финансијском подршком. Контраверзе кажу да је торински клуб често своје мечеве и намештао и освајао толики број шампионских трофеја.[2] [3]

- Наполи је дуго био клуб са далеко мање ресурса, али са фанатичном базом навијача. Доласком аргентинског фудбалског мађионичара Дијега Марадоне средином 1980-их у дресу небеско-плавих, Наполи је постао озбиљан ривал и освојио титуле (1987. и 1990.). [4]
- Последњих деценија ово ривалство се поново распламсало — нарочито у ери Мауриција Сарија и касније када је Наполи конкурисао Јувентусу за Скудето, који је освојен у сезони 2022/2023.

## Навијачки аспекат
- Стадион у Напуљу
- Ривалство није само спортско — оно је класно и географско:
  - Јувентус представља индустријски, богати север (Торино, Пијемонт).
  - Наполи представља сиромашни, али поносни југ (Напуљ, Кампања).
- Навијачи Наполија често виде Јувентус као симбол „привилегованог система“ који игнорише и експлоатише југ Италије.
- С друге стране, навијачи Јувентуса често гледају на Напуљ гордо са висине — што је изазвало још већи презир поносних Наполитанаца.

## Увреде, пароле и туче
- На трибинама се често могу чути увреде и скандирања која прелазе границе фер-плеја:
  - Против Наполитанаца: „Vesuvio lavali col fuoco!“ (Везуве, опери их ватром!) — што алудира на уништење Напуља ерупцијом оближњег вулкана.
  - Против Јувентуса: поруке против богатих северњака и „системског клуба“.
- Долази и до забрана путовања навијача током утакмица (ради безбедности), што је ретко чак и у Италији.
- Неколико пута је долазило до озбиљних физичких сукоба 2014, 2011, 2008... Једни другима праве заседе, а често се дешава и да се сукобе на аутопуту код Рима, јер се престоница налази између ова два града.